# 五供具

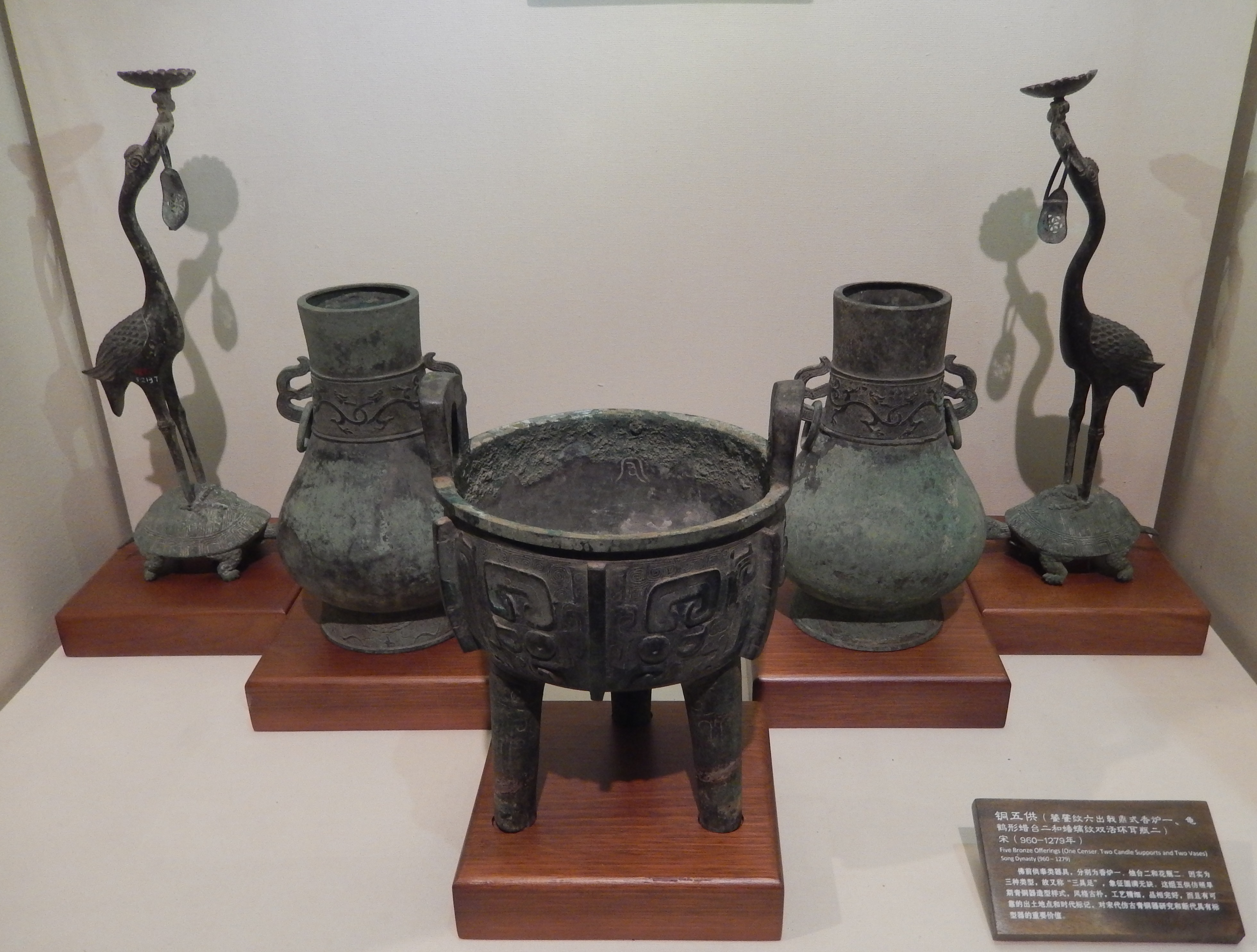
宋代青銅五供具

青花瓷五供具

五供具，又稱香案五事，台灣又稱花矸五賽、花矸路使，賽在台語同「祀」之讀音，路則為「五」字之諧音，因此錯植為賽字與路字，佛教稱為五具足，即五個供養具，分別為一個香爐、一對燭臺、一對花瓶。設置為中間香爐，向外為一對花瓶，最外為一對燭臺，左右對稱。又稱為其種類為三項，數量卻有五個，佛教云五具足（具足义爲具备充足）。
此供養具係屬東亞傳統宗教信仰中基本的供具，如道教、一貫道、民間信仰等宗教場所，以及祠堂、墳墓等祖先崇拜場所皆可見到。神明出巡時會將金身安於神轎中，在神轎前也會設置五供。

## 變體
供養具只取一只香爐、一只燭臺、一只花瓶，稱為「三具足」，日文读或。其佛前擺設位置，如供養者面對佛像，供養者之左邊為花瓶，中為香爐，右邊為燭臺。

## 供具意義

### 佛教
佛教係佛陀教育，因此佛像、供具都有教育的功能，如觀音菩薩代表慈悲，提醒弟子(學生)要慈悲待人處事。五具足中，「香」代表「通信」的工具，也表示「戒定真香」(守戒)；「燭」表示光明智慧、「燃燒自己，照亮他人」的奉獻行動；「花」代表「因」，提醒弟子種好因、得好果。